# Rue des Chantiers (Versailles)
Pour les articles homonymes, voir Rue des Chantiers.
La rue des Chantiers est une voie du quartier des Chantiers de Versailles, en France.

## Situation et accès
La rue des Chantiers est une voie publique située dans le quartier des Chantiers de Versailles. Elle débute au niveau de la place Poincaré, où débouchent également la rue Benjamin-Franklin, la rue des États-Généraux, la rue des Étangs-Gobert, le parvis Colonel-Arnaud-Beltrame et la rue de l'Abbé-Rousseaux, et se termine au niveau de la rue Albert-Sarraut, où elle se prolonge par la rue du Pont-Colbert.
Elle est une composante de la RD 186, ancienne RN 186.

## Origine du nom
La rue tient son nom des nombreux chantiers de bois à brûler qui s’y trouvaient autrefois.

## Historique
La rue des Chantiers actuelle ne correspond pas à la rue des Chantiers primitive, qui se trouvait au niveau de l'actuelle rue des États-Généraux. En effet, seules les rues situées à l'intérieur des limites de la ville de Versailles disposaient d'une dénomination, et cette limite se situait avant la Révolution au niveau de l'intersection avec la rue Saint-Martin (rue de l'Assemblée-Nationale), puis au niveau de l'intersection avec la rue de Noailles.
Le prolongement de la rue des Chantiers jusqu'au bas de la butte de Pont-Colbert date du rattachement de Montreuil à Versailles, en 1787.
De 1793 à 1806, on la nomma rue du Contrat-Social. Elle reprit ensuite le nom de rue des Chantiers.
En 1935, la partie de la rue des Chantiers située entre l'avenue de Paris et la place Poincaré prit le nom de rue des États-Généraux et la rue des Chantiers fut dès lors limitée à sa section actuelle.